# Juno Reactor
Juno Reactor — британский музыкальный коллектив, образованный в 1990 году в Лондоне, Англия, и исполняющий электронную музыку с элементами world music.
Ансамбль музыкантов из разных стран мира возглавляет Бен Уоткинс (англ. Ben Watkins), один из пионеров goa-транса. С ним играют, в числе прочих, Маби Тобеяне (англ. Mabi Thobejane) из Южной Африки с соотечественниками Амампондо (англ. Amampondo) и Эдуардо Ньебла, Стив Стивенс, Грег Эллис, Александр Таза, Гетто Прист, Сугизо и — с недавнего времени — Ясмин Леви. Они также сотрудничали с композитором Доном Дэвисом для саундтрека к фильму «Матрица».
Первоначально Juno Reactor образовалась как арт-проект в 1990 году, Бен Уоткинс хотел сотрудничать с другими артистами, производить и принимать участие в интересных проектах, которые не были коммерческими. Он хотел создать экспериментальную музыку.

## Дискография

### Альбомы
- Transmissions (NovaMute Records 1993)
- Luciana (Inter-Modo Records 1994)
- Beyond the Infinite (Blue Room Released 1995)
- Bible of Dreams (Blue Room Released 1997)
- Shango[англ.] (Metropolis Records 2000)
- Labyrinth (Metropolis Records, Universal Music 2004)
- Gods & Monsters (Metropolis Records 2008)
- The Golden Sun Of The Great East (Metropolis Records 2013)
- The Golden Sun ... Remixed (Metropolis Records 2015)
- The Mutant Theatre[1] (Metropolis Records 2018)

### Синглы и EPs
- Laughing Gas (1993)
- High Energy Protons (1994)
- Guardian Angel (1995)
- Samurai (1996)
- Conga Fury (1996)
- Jungle High (1997)
- God Is God (1997)
- GOD IS GOD!! (Front 242 Mixes) (1997)
- Pistolero[англ.] (Blue Room Released 2000)
- Nitrogen (2000)
- Masters of the Universe (2001)
- Hotaka (2002)
- Zwara EP (2003)
- Song to the Siren (2009)
- Fear Not (c Laibach, 2009)
- Final Frontier (3 Mixes) (2013)
- Our World (2017)
- Let's Turn On (2018)

### Сборники
- Odyssey 1992—2002
- Shango Tour 2001 Tokyo (Live In Tokyo) (2002)
- Inside The Reactor (Metropolis Records 2011)